# NPO Splav
NPO Splav (en ruso: Научно-производственное объединение «СПЛАВ») es una de las principales empresas mundiales desarrolladoras y fabricantes de sistemas de cohetes de lanzamiento múltiple (MLRS), y una de las empresas clave que proporciona armas rusas para el mercado mundial en el segmento. La corporación NPO Splav fue establecida en 1945. La empresa forma parte del holding tecnológico "Techmash" (en ruso: Техмаш) que forma parte del grupo empresarial Rostec. En 2016, Splav se unió a Motovilikha Plants. NPO Splav es una empresa rusa que diseña y desarrolla sistemas de lanzacohetes múltiples.

## Productos
- 9A52-4 Tornado
- BM-21 Grad
- BM-27 Uragan
- BM-30 Smerch

- Datos: Q39055331
- Multimedia: NPO SPLAV / Q39055331